# Campeonato Soviético de Xadrez de 1954
O Campeonato Soviético de Xadrez de 1954 foi a 21ª edição do Campeonato de xadrez da União Soviética, realizado em Kiev, de 7 de janeiro a 7 de fevereiro de 1954. A competição foi vencida por Yuri Averbakh. O campeonato de 1954 foi realizado em Kiev para marcar o 300º aniversário dos primeiros tratados de unidade entre Rússia e Ucrânia. Semifinais ocorreram nas cidades de Leningrado, Moscou, Vilnius e Rostov.

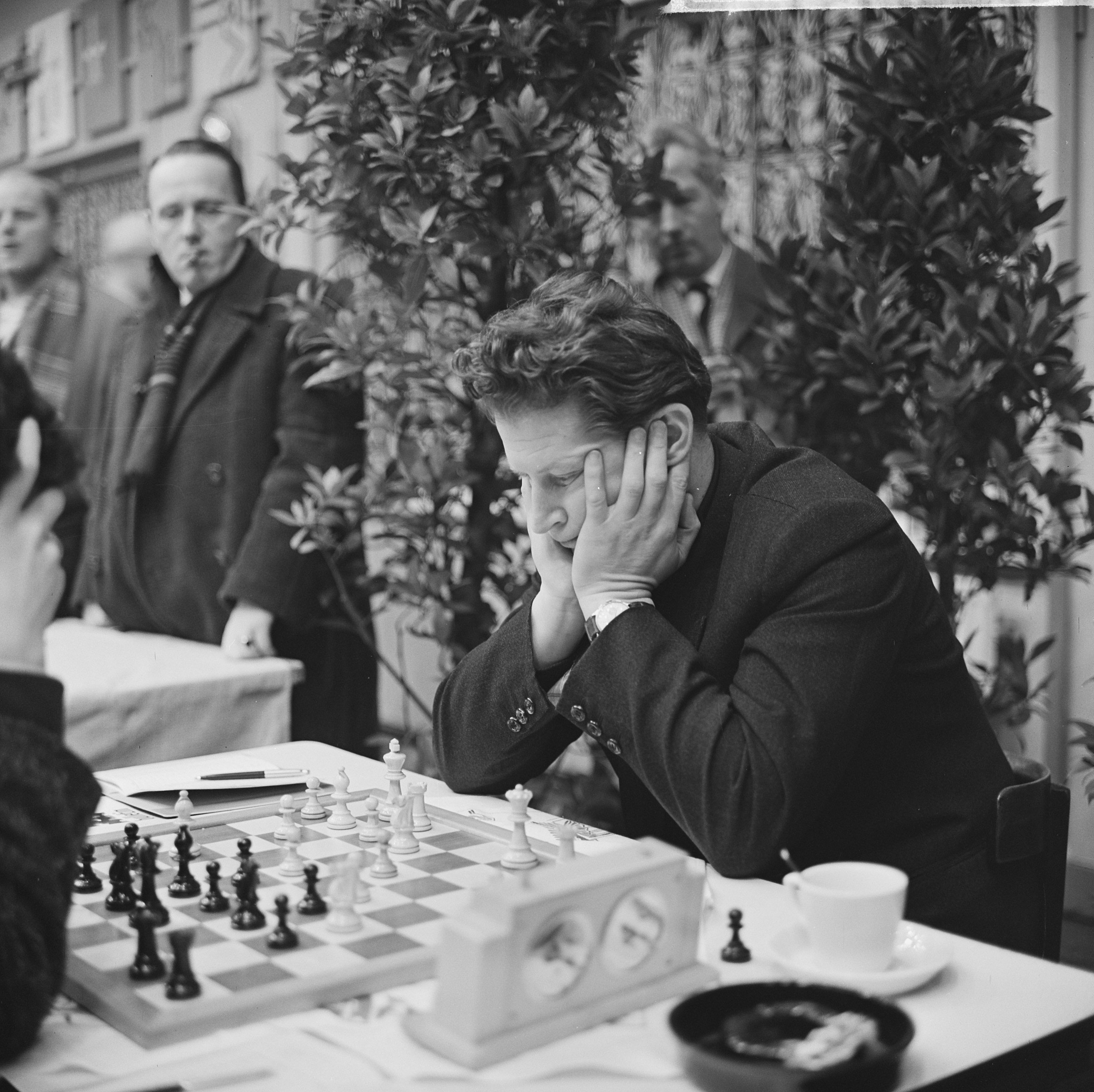
Yuri Averbakh

## Classificação e resultados
|    | Jogador             | 1 | 2 | 3 | 4 | 5 | 6 | 7 | 8 | 9 | 10 | 11 | 12 | 13 | 14 | 15 | 16 | 17 | 18 | 19 | 20 | Total |
| -- | ------------------- | - | - | - | - | - | - | - | - | - | -- | -- | -- | -- | -- | -- | -- | -- | -- | -- | -- | ----- |
| 1  | Yuri Averbakh       | - | ½ | ½ | ½ | ½ | ½ | 1 | 1 | ½ | 1  | 1  | ½  | ½  | 1  | 1  | 1  | ½  | 1  | 1  | 1  | 14½   |
| 2  | Mark Taimanov       | ½ | - | ½ | ½ | ½ | ½ | 1 | ½ | ½ | 1  | 1  | ½  | ½  | 1  | ½  | ½  | ½  | 1  | 1  | 1  | 13    |
| 3  | Viktor Korchnoi     | ½ | ½ | - | 0 | ½ | ½ | 0 | ½ | 1 | 1  | 1  | 1  | 1  | 0  | 1  | 1  | 1  | ½  | 1  | 1  | 13    |
| 4  | Georgy Lisitsin     | ½ | ½ | 1 | - | ½ | 1 | 1 | ½ | 1 | 0  | ½  | ½  | 0  | ½  | ½  | 1  | 1  | 1  | ½  | 1  | 12½   |
| 5  | Tigran Petrosian    | ½ | ½ | ½ | ½ | - | ½ | ½ | ½ | 1 | ½  | 1  | ½  | 1  | 1  | ½  | 1  | ½  | ½  | ½  | 1  | 12½   |
| 6  | Ratmir Kholmov      | ½ | ½ | ½ | 0 | ½ | - | ½ | 0 | 1 | 1  | 1  | ½  | 1  | ½  | ½  | ½  | ½  | 0  | 1  | ½  | 10½   |
| 7  | Alexey Suetin       | 0 | 0 | 1 | 0 | ½ | ½ | - | 1 | ½ | 1  | ½  | ½  | 1  | ½  | 1  | 0  | 1  | ½  | 0  | ½  | 10    |
| 8  | Semyon Furman       | 0 | ½ | ½ | ½ | ½ | 1 | 0 | - | 1 | 0  | 0  | ½  | ½  | ½  | ½  | 0  | 1  | 1  | 1  | 1  | 10    |
| 9  | Rashid Nezhmetdinov | ½ | ½ | 0 | 0 | 0 | 0 | ½ | 0 | - | ½  | 1  | 1  | 1  | 0  | 1  | 1  | 1  | ½  | 1  | ½  | 10    |
| 10 | Vasily Byvshev      | 0 | 0 | 0 | 1 | ½ | 0 | 0 | 1 | ½ | -  | 0  | 1  | ½  | ½  | 0  | 1  | ½  | 1  | 1  | 1  | 9½    |
| 11 | Efim Geller         | 0 | 0 | 0 | ½ | 0 | 0 | ½ | 1 | 0 | 1  | -  | 1  | 0  | 1  | 1  | 1  | 0  | 1  | 1  | ½  | 9½    |
| 12 | Salo Flohr          | ½ | ½ | 0 | ½ | ½ | ½ | ½ | ½ | 0 | 0  | 0  | -  | ½  | 1  | ½  | ½  | ½  | ½  | 1  | ½  | 8½    |
| 13 | Georgy Borisenko    | ½ | ½ | 0 | 1 | 0 | 0 | 0 | ½ | 0 | ½  | 1  | ½  | -  | ½  | ½  | ½  | 1  | ½  | 0  | 1  | 8½    |
| 14 | Anatolij Bannik     | 0 | 0 | 1 | ½ | 0 | ½ | ½ | ½ | 1 | ½  | 0  | 0  | ½  | -  | 1  | ½  | 0  | 0  | ½  | 1  | 8     |
| 15 | Georgi Ilivitzki    | 0 | ½ | 0 | ½ | ½ | ½ | 0 | ½ | 0 | 1  | 0  | ½  | ½  | 0  | -  | ½  | 1  | ½  | ½  | 1  | 8     |
| 16 | Andor Lilienthal    | 0 | ½ | 0 | 0 | 0 | ½ | 1 | 1 | 0 | 0  | 0  | ½  | ½  | ½  | ½  | -  | 1  | ½  | 1  | ½  | 8     |
| 17 | Leonid Shamkovich   | ½ | ½ | 0 | 0 | ½ | ½ | 0 | 0 | 0 | ½  | 1  | ½  | 0  | 1  | 0  | 0  | -  | 1  | 0  | ½  | 6½    |
| 18 | Viacheslav Ragozin  | 0 | 0 | ½ | 0 | ½ | 1 | ½ | 0 | ½ | 0  | 0  | ½  | ½  | 1  | ½  | ½  | 0  | -  | 0  | ½  | 6½    |
| 19 | Iosif Livshin       | 0 | 0 | 0 | ½ | ½ | 0 | 1 | 0 | 0 | 0  | 0  | 0  | 1  | ½  | ½  | 0  | 1  | 1  | -  | 0  | 6     |
| 20 | Alexey Sokolsky     | 0 | 0 | 0 | 0 | 0 | ½ | ½ | 0 | ½ | 0  | ½  | ½  | 0  | 0  | 0  | ½  | ½  | ½  | 1  | -  | 5     |